# Friona geniculata
Friona geniculata là một loài tò vò trong họ Ichneumonidae.